# Lea Davidova-Medene
Lea Davidova-Medene, geborene Lea Davidova, (russisch Леа Давыдова-Медене; * 31. März 1921 in Sātiņu pagasts, Kreis Goldingen; † 31. Juli 1986 in Riga) war eine lettisch-sowjetische Bildhauerin.

## Leben
Davidova studierte Bildhauerei an der Kunstakademie Lettlands bei Teodors Zaļkalns mit Abschluss 1949. 1956 wurde sie Mitglied des Verbandes der Künstler der Lettischen SSR.
1966 gehörte Davidova zur sowjetischen Bildhauergruppe auf der Exposition Internationale de Sculpture du Musée Rodin in Paris. Ihr Porträt eines Soldaten war charakteristisch für den Sozialistischen Realismus.
Davidova war verheiratet mit dem Dichter Janis Medenis. Sie starb in Riga und wurde in Frauenburg begraben.

## Ehrungen, Preise
- Staatspreis der Lettischen SSR (1965)
- Verdiente Persönlichkeit der Künste der Lettischen SSR (1966) für Porträtskulpturen von Zeitgenossen

## Werke
- Mirdza-Ķempe-Granit-Portraitskulptur (1961)
- Teodors-Zaļkalns-Granit-Büste (1967), Ausstellungszentrum Arsenal, Riga

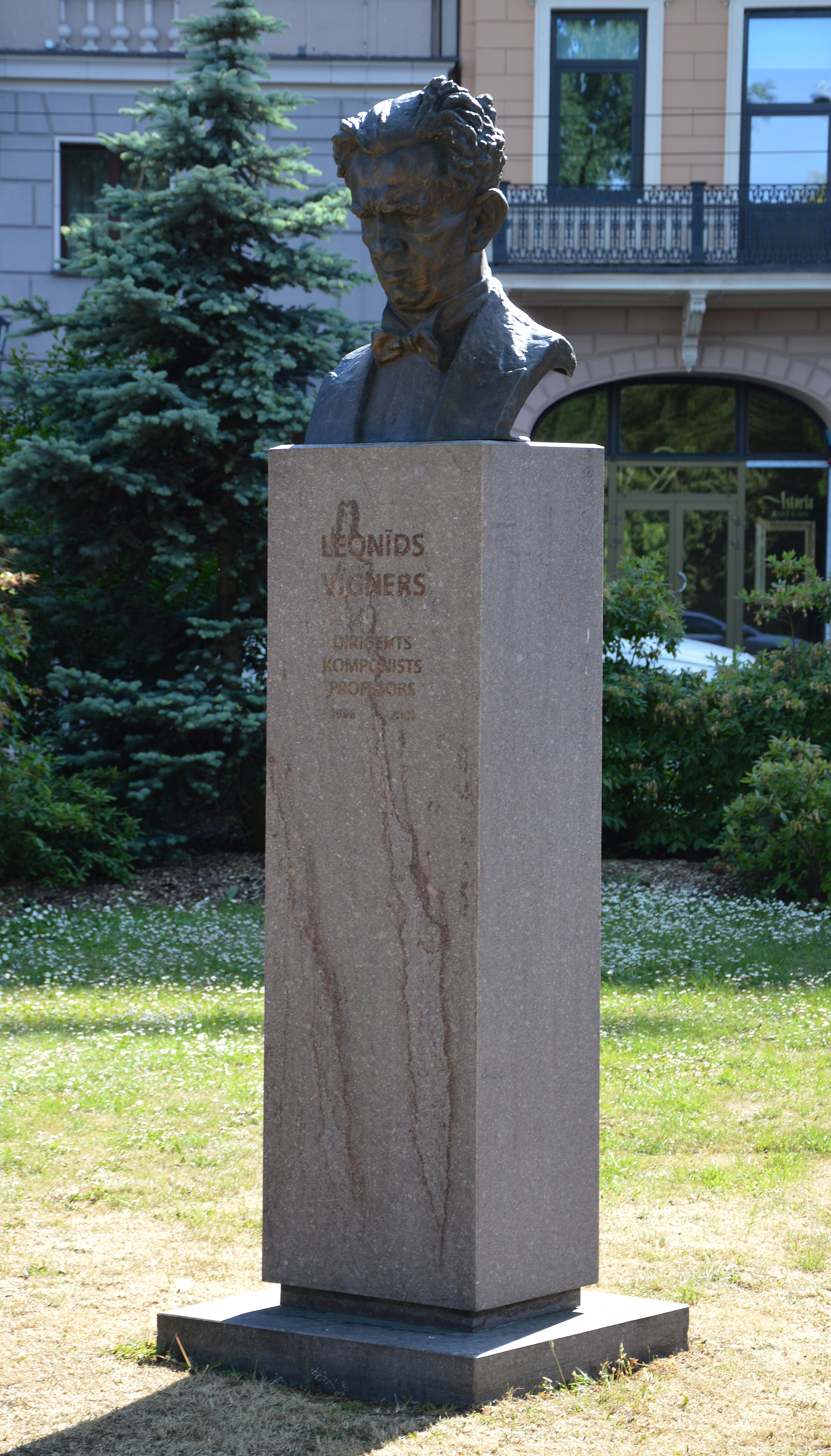
Vīgners-Büste (1955), Vīgners-Denkmal (2007), Basteiberg, Riga
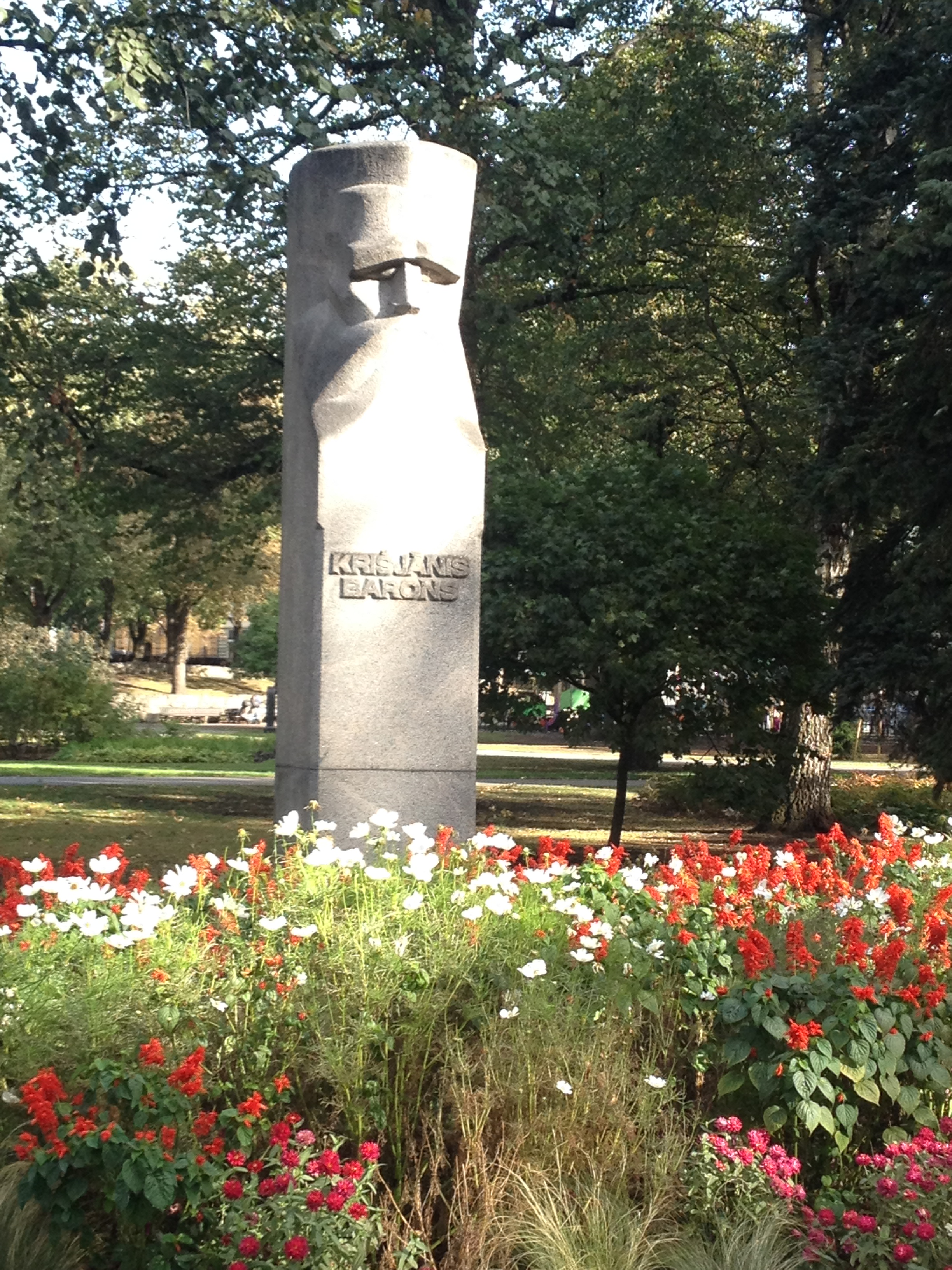
Krišjānis-Barons-Denkmal (1985), Wöhrmannscher Garten, Riga